# گلتن آکین
گلتن آکین جانکوچاک (به ترکی استانبولی: Gülten Akın Cankoçak)، (زاده ۲۳ ژانویه ۱۹۳۳، یوزگات – درگذشته ۴ نوامبر ۲۰۱۵) شاعر و نویسنده ترک، در دهه ۵۰ با نگارش شعرهایش شروع به نوشتن کرد، شاعری که تا حدودی در حلقه شاعران جریان دوم شعر نو ترکیه «تجدد دوم» (İkinci Yeni) دیده شده اما در دهه ۷۰ در شعرهایش از فردیت به سوسیالیسم تمایل نشان داده‌است. گلتن آکین که شعرهایش به زبان‌های زیادی ترجمه شده و بیش از ۴۰ شعرش به اجرا درآمده است. در نظر سنجی ای که در سال ۲۰۰۸ در نشریه ملیت بعد از وفات «فاضل حسنو داگلارجا» برگزار شد، به عنوان «بزرگ‌ترین شاعر زنده ترک» شناخته شد. شعر «اگر از حال من جویا شوی» را به عنوان یک نقطه اوج در شعرهایش در سال ۲۰۱۳ منتشر کرد.

## زندگی
آکین در ۲۳ ژانویه سال ۱۹۳۳ در یوزگات به دنیا آمد. در شهرستان سورگون یوزگات آموزش ابتدایی را به پایان رساند. در دهه ۴۰ از زادگاهش یوزگات به آنکارا نقل مکان کرد و تحصیلاتش را در دبیرستان آتاتورک آناتولی آنکارا تکمیل کرد و در سال ۱۹۵۵ تحصیلات دانشکده حقوق دانشگاه آنکارا را به اتمام رساند.

در سال ۱۹۵۶ با یاشار جانکوچاک ازدواج کرد و از این ازدواج صاحب ۵ فرزند شد. چون همسرش بخشدار بود در بین سال‌های ۱۹۵۸ تا۱۹۷۲ در شهرستان‌های مختلف آناتولی زندگی کرد. در گواش، الوکرا، گرزه، شهرستان سارای از توابع استان وان و قهرمان مرعش، دستیار وکیل، وکیل و معلم بود.

سال ۱۹۷۲ به آنکارا رفت و در شعبه تدوین و نمایشگری زبان ترکی زبان شروع به کار کرد. او عضو هیئت مشورتی تحریریه وزارت فرهنگ شد. در بازسازی سازمان‌های دموکراتیک شرکت کرد. او به عنوان بنیانگذار و مدیر در سازمان‌هایی مانند انجمن حقوق بشر، خانه مردم، انجمن زبان، مشغول به خدمت شد. در ۱۹۷۸ بازنشسته شد. در دهه ۸۰ پسرش به دلیل شرکت در سرقت یک بانک در آنکارا بازداشت شده و پرونده‌اش با *پرونده انقلابی شن تپه یکی شده و به حبس أبد محکوم شده بود و بعد حکمش در دیوان عالی شکست، وی روزهای زندگی پسرش در زندان را در شعرش منعکس کرد. در کتاب خود به اسم " ۴۲ روز(۱۹۸۶)" در مورد اعتصاب غذا در زندان ماماک توضیح داد. او زندگی خود را در شهرستان برهانیه واقع در بالیکسیر ادامه داد و در ۴ نوامبر ۲۰۱۵، زندگی خود را در بیمارستان که در آن تحت درمان بود، از دست داد. جنازه‌اش در روز جمعه ۶ نوامبر از مسجد قوجاتپه تشییع شد و در قبرستان کارشیاکا دفن شد.

## زندگی ادبی
آکین اولین شعرش را در نشریه «خبر آخر» در سال ۱۹۵۱ منتشر کرد. سپس در نشریه‌های حصار، وارلیک (دارایی)، هفت تپه، زبان ترکی، و ملکیه شعرهایش منتشر شد. در شروع کار موضوع شعرهایش شامل طبیعت، عشق، جدایی، دلتنگی بود و بعدها به مشکلات اجتماعی پرداخت. در اوایل دهه ۸۰ زندگی مردم در زندگی و شعرهایش بازتاب پیدا کرد. در شعرهای بعدی‌اش به مسایل اجتماعی تمایل نشان داد. با الهام از جاهایی که گشته و دیده بود و با غنی‌سازی شعرش با عشق به انسان، آن را در زندگی خلق و روابط اجتماعی به کار گرفت. او در شعرش از عوامل فولکلور تا حد زیادی بهره گرفت. در کتابش به نام «محاصره حقیقی شعر» (۱۹۸۳) که نوشته‌هایش در قالب شعر را منتشر کرده‌است، تمایلش به پرداختن به مسایل مردم، ترویج عنصر و قالب‌های موجود در خلق به شکل دیالکتیک، قوت یافتن به زندگی مردم و شکل زندگی با کمک قوت بخشیدن به شعر را با سخنانش شرح داده‌است.

شعرهایش به زبان‌های زیادی ترجمه شد. بیش از ۴۰ شعرش به عنوان ترانه اجرا شده‌اند که از میان آنها می‌توان به ترانه‌ای در آلبوم «آواز دختر دیوانه» با صدای سزن آکسو در سال ۱۹۹۳ اشاره کرد.

گلتن آکین در سال ۲۰۰۸ پس از وفات «داکلارچا» در نظرسنجی نشریه ملیت به عنوان «بزرگ‌ترین شاعر زنده ترک»، بیشترین رای را آورد. شعر «اگر از حال من جویا شوی» را به عنوان نقطه اوج شعرهایش در سال ۲۰۱۳ منتشر کرد و به خاطر این کتاب جایزه شعر «متین آلتیوک» را از آن خود کرد. آکین به نوشته‌های ادبی خارج از قالب شعر تمایل زیادی نشان نداد و تنها هفت نمایشنامه نوشت. او در نمایشنامه‌هایش به موضوعاتی مانند زن، تأهل، انتقادات ساده، فقر، تنهایی، پیری و از خود بیگانگی پرداخته‌است.

## ترجمه به فارسی
در کتاب «برای عاشق شدن دیر است، برای مردن زود» ترجمه «آیدین روشن» و «میراندا میناس» (نشر امرود) که مجموعه‌ای است از اشعار ۵۵ شاعر جدید ترکیه، اشعاری از گلتن آکین نیز ترجمه و منتشر شده‌است.

## آثار
برخی از کتاب‌های شعر:
- به وقت باد (۱۹۵۶)
- زلفان سیاهم را بریدم (۱۹۶۰)
- در عمق کم (۱۹۶۴)
- میخک سرخ (۱۹۷۱)
- سرنوشت ماراش و اکیش (۱۹۷۲)
- ترانه‌ها و مرثیه‌ها (۱۹۷۶)
- داستان سیران (۱۹۷۹)
- خدایان (۱۹۸۳)
- عشق همیشگی ست (۱۹۹۱)
- و بعد در اینجا پیر شدم (۱۹۹۵)
- حیاط خلوت (۱۹۹۸)
- در ساحل راه دور (۲۰۰۳)

اشعار اجرا شده:
- طلسم. (Grup Yorum (1987), Edip Akbayram, Kemal Sahir Gürel (۱۹۸۸
- ترانه دختر دیوانه - (Sezen Aksu (۱۹۹۳
- سیاه و سفید (۱۹۸۹) -Sevin Eratalay
- مرا فراموش نکن (۱۹۸۹) - Sevinç Eratalay
- مرثیه ارتغرل-Grup Yorum

## جوایز
- ۱۹۵۵ - Varlık şiir yarışmasında birincilik ödülü
- ۱۹۶۴ - Türk Dil Kurumu Şiir Ödülü, Sığda ile
- ۱۹۷۲ - TRT Sanat Ödülleri Yarışması'nda Başarı Ödülü, Maraş'ın ve Ökkeş'in Destanı ile
- ۱۹۷۶ - Yeditepe Şiir Armağanı, Ağıtlar ve Türküler ile
- ۱۹۹۱ - Halil Kocagöz Şiir Ödülü
- ۱۹۹۲ - Sedat Simavi Edebiyat Ödülü
- ۱۹۹۹ - Akdeniz Altın Portakal Şiir Ödülü
- ۲۰۰۳ - Dünya gazetesi Yılın Telif Kitabı Ödülü
- ۲۰۰۸ - Erdal Öz Edebiyat Ödülü
- ۲۰۱۴ - Metin Altıok Şiir Ödülü